# The Old Wives' Tale
The Old Wives' Tale er en britisk stumfilm fra 1921 af Denison Clift.

## Medvirkende
- Fay Compton som Sophie Barnes
- Florence Turner som Constance Barnes
- Henry Victor som Gerald
- Francis Lister som Cyril Povey
- Mary Brough som Mrs Barnes
- Joseph R. Tozer som Chirac
- Norman Page som Samuel Povey
- Drusilla Wills som Maggie
- Tamara Karsavina